# Министерство финансов Российской империи
Министерство финансов — центральное государственное учреждение Российской империи, ведавшее вопросами финансово-экономической политики.

## Предыстория
В царствование Ивана III появляется центральное финансовое управление в виде приказов; таких приказов к царствованию царя Алексея Михайловича было 13. Центральное управление финансами сосредотачивалось, главным образом, в приказе Большой Казны.
Из образованных Петром Великим коллегий финансами заведовали:
- камер-коллегия;
- штатс-контор-коллегия (штатс-контора);
- ревизион-коллегия;
- коммерц-коллегия.

При Екатерине II, указом 25 февраля 1773 года, при 1-м департаменте Сената была учреждена Экспедиция о государственных доходах, указом 24 октября 1780 года причисленная к Сенату и в 1781 году разделённая на 4 самостоятельные экспедиции:
- первая — заведовала доходами;
- вторая — расходами;
- третья — ревизией счетов;
- четвертая — взысканием недоимок, недоборов и начётов.

Все четыре экспедиции были подчинены генерал-прокурору. Существование петровских коллегий прекратилось, а их дела по финансовому управлению были переданы казённым палатам.
Павел I указом 19 ноября 1796 г. отчасти восстановил коллегии, а 4 декабря того же года отделил должность государственного казначея от должности генерал-прокурора.

## Учреждение и развитие министерства
В рамках министерской реформы 8 (20) сентября 1802 учреждено Министерство финансов, на обязанности которого лежало «управление казёнными и государственными частями, кои доставляют правительству нужные на содержание его доходы, и генеральное всех доходов рассигнование по разным частям государственных расходов». На министра финансов манифест возлагал еще обязанность «при конце каждого года делать для наступающего подробный штат общих государственных расходов». Ведомство государственного казначея осталось неприкосновенным.
При преобразовании министерств в 1810—1811 годах управление государственными доходами и расходами было распределено между тремя ведомствами:
1. Министерством финансов, которое ведало всеми источниками доходов;
2. Государственным казначейством, ведавшим движением сумм;
3. Государственным контролем, которому была поручена ревизия всех счетов.

Министерства финансов и далее продолжило собирать в свое ведение другие органы государственной власти, сосредоточивая полномочия в своих руках:
- В ведение Министерства финансов переданы из Министерства внутренних дел:
  - 1817 — Департамент мануфактур и внутренней торговли;
  - 1821 — Департамент государственного казначейства;
- Так же в Министерстве были учреждены:
  - 1824 — Особенная канцелярия по кредитной части;
  - 1828 — Мануфактур-совет;
  - 1829 — Коммерческий совет.

С учреждением Министерства государственных имуществ, от Министерства финансов отошло в 1838 г. управление казёнными крестьянами, землями, лесами и оброчными статьями. 27 октября 1861 г. открыло свои действия главное выкупное учреждение, упразднённое в 1895 г.
Указом 15 апреля 1863 г. департамент горных и соляных дел преобразован в Горный департамент, а вместо департамента податей и сборов учреждены два новых департамента: окладных и неокладных сборов.
29 октября 1864 г. департамент внешней торговли переименован в департамент таможенных сборов, а департамент мануфактур и внутренней торговли — в департамент торговли и мануфактур. В 1866 г. уничтожено отдельное существование финансовой администрации Царства Польского и образован особый отдел по финансам Царства Польского, упразднённый 28 декабря 1884 года. 7 июня 1872 г. издано положение о совете торговли и мануфактур, открытом вместо советов коммерческого и мануфактурного. 21 декабря 1873 г. все части горного ведомства — горный департамент, горный совет, горный институт и горный учёный комитет — переданы в Министерство государственных имуществ. В ведомстве Министерства финансов остались пробирная и монетная части — пробирные палатки, монетное отделение горного департамента и Петербургский монетный двор. 18 мая 1882 г. утвержден устав Крестьянского поземельного банка.
До 1874 Горный департамент продолжал находиться в составе Министерства Финансов. Горный департамент включал следующие отделения: Монетное, Казённых горных заводов, Частных горных заводов, Частных золотых промыслов, Горных заводов Царства Польского (с 1869), Инспекторское (с 1864 после упразднения Штаба КГИ), а также Счётное (с 1868 оно именовалось Бухгалтерским) и Судное.
С переходом с 1 января 1874 года Горного департамента (а также Горного совета, Горного учёного комитета и Горного института) из Министерства финансов в Министерство государственных имуществ. Монетное отделение было оставлено в МинФине.
Издание в 80-х годах ряда законов, положивших начало государственному вмешательству в отношения между фабрикантами и рабочими, вызвало учреждение фабричной инспекции в лице фабричных инспекторов. 31 января 1884 г. учрежден при департаменте неокладных сборов технический комитет. 30 апреля 1885 г. учреждены в ведении казённых палат податные инспектора. 3 июня 1885 г. учрежден государственный Дворянский земельный банк. В 1889 г. образован департамент железнодорожных дел. 14 декабря 1892 г. учреждено при департаменте торговли и мануфактур хлеботорговое отделение. При том же департаменте 3 июня 1893 г. учреждена главная палата мер и весов. 6 мая 1896 г. последовало преобразование департамента неокладных сборов в главное управление неокладных сборов и казённой продажи питей.

## Структура

### XIX век
Структура Министерства финансов в 1810—1811 годах определился в следующем виде:
1. Департамент государственных имуществ (дела о казённых крестьянах, имениях, лесах, оброчные статьи и винокуренные заводы);
2. Департамент внешней торговли (торговые внешние сношения и таможенные дела);
3. Департамент мануфактур и внутренней торговли;
4. Департамент податей и сборов (питейные и другие сборы, подати и повинности и отделение гербовой бумаги);
5. Департамент Государственного Казначейства с состоящим в непосредственном ведомстве сего Департамента Главным Казначейством;
6. Главное управление монетной, горной и соляной части, к которому принадлежали:
  1. Департамент горных и соляных дел[1];
  2. Штаб Корпуса горных инженеров;
  3. Совет Корпуса горных инженеров;
  4. Горный аудиториат;
7. Учёный комитет Корпуса горных инженеров;
8. Две Канцелярии министра:
  1. Общая Канцелярия;
  2. Особенная Канцелярия по кредитной части.

### XX век
В начале XX века Министерство финансов представлялось в следующем виде. Во главе управления стоял министр финансов с двумя товарищами. При министре состояли: совет, чиновники особых поручений, юрисконсульт и канцелярия, разделённая на две самостоятельные канцелярии:
- общая канцелярия с учёным комитетом, в обязанности которого входило: рассмотрение финансовых проектов и учреждений, наблюдение за ходом финансовой части в западноевропейских государствах и сообщение о них министру, изыскание способов распространения финансовых сведений между чиновниками Министерства финансов, для чего служила библиотека учёного комитета;
- особенная канцелярия по кредитной части, в ведомстве которой состоял Санкт-Петербургский монетный двор.

Министерство финансов подразделялось на следующие департаменты и управления:
1. Департамент таможенных сборов, из ведения которого было выделено 15 октября 1893 г. заведование пограничной стражей в виде штаба отдельного корпуса пограничной стражи; шефом корпуса состоял министр финансов;
2. Департамент окладных сборов, в состав которого вошло по закону 27 марта 1895 г. главное выкупное учреждение;
3. Департамент железнодорожных дел, при котором состояли тарифный комитет и совет по тарифным делам;
4. Департамент государственного казначейства, в ведомстве которого находилось Главное казначейство; предметами ведомства департамента были движение казённых сумм по приходам и расходам всех казначейств, главное счетоводство приходов и расходов, ревизия кассовых оборотов главного казначейства и казённых палат, составление сметы и кассового отчета по всей Империи;
5. Департамент торговли и мануфактур, при котором находились совет торговли и мануфактур, фабричная инспекция, особое присутствие по рассмотрению жалоб на действия фабричной инспекции, главная палата мер и весов и пробирные палатки;
6. Главное управление неокладных сборов и казённой продажи питей, разделённое на два отдела:
  1. Отдел неокладных сборов;
  2. Отдел казённой продажи питей.

Кроме того, при Министерстве финансов состояла экспедиция заготовления государственных бумаг и разнообразные кредитные установления, как:
- государственный Дворянский земельный банк с особым отделом;
- Крестьянский поземельный банк;
- Государственный банк;
- петербургская и московская ссудные казны;
- управление сберегательных касс;
- государственная комиссия погашения долгов.

В ведении Министерства финансов состояли также все коммерческие училища.

## Издания
При Министерство финансов издавались:
- «Указатель правительственных распоряжений по Министерству финансов» (1864—1885)
- «Внешняя торговля по европейской границе: Труды Статистического отделения Департамента таможенных сборов» (1884—1916)
- «Вестник финансов, промышленности и торговли»[2] (1884—1917)
- «Цены на хлеба и спирт, фрахты и страховые премии по телеграфным сведениям»[3] (1888—1905)
- «Сборник тарифов российских железных дорог» (1889—1917)
- «Сводная статистика  перевозок по русским железным дорогам» (1889—1917)
- «Торгово-промышленная газета»[4] (1893—1917)
- «Русское экономическое обозрение»[5] (1897—1905)
- «Свод статистических данных по железоделательной промышленности» (1903—1917)
- «Известия Народного комиссариата финансов РСФСР» (1919—1922)
- «Известия Народного комиссариата финансов СССР» (1927—1931)
- «Финансы народного хозяйства» (1926—1954)
- «Финансы СССР» (1954—1992) (1940—1952 — «Советские финансы», 1952—1954 — «Финансы и кредит СССР»)[6]
- «Финансовая газета» (с 1991)
- «Вестник»[3]
- «Ежегодник Министерства Финансов»